# Guillermo García-López
Pour les articles homonymes, voir Guillermo García, García et López.
García  López est un nom espagnol. Le premier nom de famille, en général paternel, est García ; le second, en général maternel, souvent omis, est López.
Guillermo García López, né le 4 juin 1983 à La Roda (Albacete), est un joueur de tennis espagnol, professionnel de 2002 à 2021.

## Carrière
García-López commence sa carrière professionnelle en 2002, année durant laquelle il atteint deux finales du circuit Future. L'année suivante il profite d'une wild card pour faire ses débuts sur le circuit ATP, à Valence. Il atteint sa première finale d'un tournoi Challenger à Séville et remporte ses premiers titres Futures, en simple et en double.
En 2005, pour sa première participation à l'Open d'Australie, il réussit l'exploit de sortir au premier tour Carlos Moyà, alors 5e mondial, ce qui constitue sa plus grande victoire selon ses propres dires. Il termine l'année dans le top 100 pour la première fois.
Il faut attendre 2009 pour le voir remporter son premier tournoi ATP, à Kitzbühel. En 2010, il dispute et perd sa deuxième finale ATP à Eastbourne contre Michaël Llodra. Au début d'octobre à Bangkok, il se qualifie pour la finale en réalisant un nouvel exploit, battant son compatriote numéro 1 mondial Rafael Nadal. Au cours du match, il sauve 24 balles de break sur 26 et convertit la seule opportunité qu'il a de ravir le service de Nadal. Le lendemain, il bat en finale Jarkko Nieminen, remportant ainsi son deuxième titre en simple. La même année, associé à son compatriote Albert Montañés, il remporte son premier tournoi ATP en double, à Doha.
Au Masters de Monte-Carlo 2014, il sort le numéro 5 mondial Tomáš Berdych en huitièmes de finale, et emporte le premier set face au numéro 2 mondial Novak Djokovic en quarts avant de s'incliner (6-4, 3-6, 1-6).
Classé 136e mondial quand il se présente à Roland-Garros en 2019, il s'incline au premier tour devant l'Argentin 75e mondial Federico Delbonis en quatre sets (1-6, 6-3, 3-6, 2-6).
Contrairement à beaucoup de joueurs espagnols de sa génération, Guillermo García-López semble aussi à l'aise sur terre battue que sur les autres surfaces, puisqu'il a remporté deux de ses cinq titres en simple sur surface dure, et atteint une finale sur herbe.

## Palmarès

### Titres en simple messieurs
| No | Date       | Nom et lieu du tournoi               | Catégorie | Dotation  | Surface      | Finaliste         | Score          |          |
| -- | ---------- | ------------------------------------ | --------- | --------- | ------------ | ----------------- | -------------- | -------- |
| 1  | 18-05-2009 | Interwetten Austrian Open, Kitzbühel | ATP 250   | 398 250 € | Terre (ext.) | Julien Benneteau  | 3-6, 7-61, 6-3 | Parcours |
| 2  | 27-09-2010 | PTT Thailand Open, Bangkok           | ATP 250   | 551 000 $ | Dur (int.)   | Jarkko Nieminen   | 6-4, 3-6, 6-4  | Parcours |
| 3  | 07-04-2014 | Grand-Prix Hassan II, Casablanca     | ATP 250   | 426 605 € | Terre (ext.) | Marcel Granollers | 5-7, 6-4, 6-3  | Parcours |
| 4  | 02-02-2015 | PBZ Zagreb Indoors, Zagreb           | ATP 250   | 439 405 € | Dur (int.)   | Andreas Seppi     | 7-64, 6-3      | Parcours |
| 5  | 20-04-2015 | BRD Nastase Tiriac Trophy, Bucarest  | ATP 250   | 439 405 € | Terre (ext.) | Jiří Veselý       | 7-65, 7-611    | Parcours |

### Finales en simple messieurs
| No | Date       | Nom et lieu du tournoi                 | Catégorie | Dotation  | Surface      | Vainqueur      | Score         |          |
| -- | ---------- | -------------------------------------- | --------- | --------- | ------------ | -------------- | ------------- | -------- |
| 1  | 13-06-2010 | AEGON International, Eastbourne        | ATP 250   | 405 000 $ | Gazon (ext.) | Michaël Llodra | 7-5, 6-2      | Parcours |
| 2  | 22-04-2013 | BRD Nastase Tiriac Trophy, Bucarest    | ATP 250   | 410 200 € | Terre (ext.) | Lukáš Rosol    | 6-3, 6-2      | Parcours |
| 3  | 16-09-2013 | St. Petersburg Open, Saint-Pétersbourg | ATP 250   | 455 775 $ | Dur (int.)   | Ernests Gulbis | 3-6, 6-4, 6-0 | Parcours |
| 4  | 28-09-2015 | Shenzhen Open, Shenzhen                | ATP 250   | 607 940 $ | Dur (ext.)   | Tomáš Berdych  | 6-3, 7-67     | Parcours |

### Titres en double messieurs
| No | Date       | Nom et lieu du tournoi           | Catégorie | Dotation    | Surface      | Partenaire      | Finalistes                        | Score             |          |
| -- | ---------- | -------------------------------- | --------- | ----------- | ------------ | --------------- | --------------------------------- | ----------------- | -------- |
| 1  | 04-01-2010 | Qatar ExxonMobil Open Doha       | ATP 250   | 1 024 000 $ | Dur (ext.)   | Albert Montañés | František Čermák Michal Mertiňák  | 6-4, 7-5          | Parcours |
| 2  | 24-02-2014 | Brasil Open São Paulo            | ATP 250   | 474 005 $   | Terre (int.) | Philipp Oswald  | Juan Sebastián Cabal Robert Farah | 5-7, 6-4, [15-13] | Parcours |
| 3  | 21-08-2016 | Winston-Salem Open Winston-Salem | ATP 250   | 639 255 $   | Dur (ext.)   | Henri Kontinen  | Andre Begemann Leander Paes       | 4-6, 7-66, [10-8] | Parcours |

### Finales en double messieurs
| No | Date       | Nom et lieu du tournoi             | Catégorie   | Dotation     | Surface      | Vainqueurs                    | Partenaire          | Score            |          |
| -- | ---------- | ---------------------------------- | ----------- | ------------ | ------------ | ----------------------------- | ------------------- | ---------------- | -------- |
| 1  | 24-07-2006 | Studena Croatia Open Umag          | Int' Series | 375 000 $    | Terre (ext.) | Jaroslav Levinský David Škoch | Albert Portas       | 6-4, 6-4         | Parcours |
| 2  | 16-07-2007 | MercedesCup Stuttgart              | Series Gold | 732 000 $    | Terre (ext.) | František Čermák Leoš Friedl  | Fernando Verdasco   | 6-4, 6-4         | Parcours |
| 3  | 28-09-2009 | PTT Thailand Open Bangkok          | ATP 250     | 551 000 $    | Dur (int.)   | Eric Butorac Rajeev Ram       | Mischa Zverev       | 7-64, 6-3        | Parcours |
| 4  | 22-07-2013 | Crédit Agricole Suisse Open Gstaad | ATP 250     | 410 200 €    | Terre (ext.) | Jamie Murray John Peers       | Pablo Andújar       | 6-3, 6-4         | Parcours |
| 5  | 07-07-2014 | MercedesCup Stuttgart              | ATP 250     | 426 605 €    | Terre (ext.) | Mateusz Kowalczyk Artem Sitak | Philipp Oswald      | 2-6, 6-1, [10-7] | Parcours |
| 6  | 31-08-2016 | US Open Flushing Meadows           | G. Chelem   | 23 151 700 $ | Dur (ext.)   | Jamie Murray Bruno Soares     | Pablo Carreño-Busta | 6-2, 6-3         | Parcours |

## Parcours dans les tournois duGrand Chelem

### En simple
| Année | Open d'Australie | Open d'Australie    | Internationaux de France | Internationaux de France | Wimbledon       | Wimbledon        | US Open         | US Open          |
| ----- | ---------------- | ------------------- | ------------------------ | ------------------------ | --------------- | ---------------- | --------------- | ---------------- |
| 2004  | —                | —                   | 2e tour (1/32)           | Tommy Robredo            | —               | —                | —               | —                |
| 2005  | 2e tour (1/32)   | Kevin Kim           | 1er tour (1/64)          | Olivier Rochus           | 2e tour (1/32)  | Novak Djokovic   | 1er tour (1/64) | Robby Ginepri    |
| 2006  | 2e tour (1/32)   | Julien Benneteau    | 1er tour (1/64)          | David Ferrer             | 2e tour (1/32)  | David Ferrer     | 1er tour (1/64) | Luis Horna       |
| 2007  | 2e tour (1/32)   | Mario Ančić         | 2e tour (1/32)           | J.P. Brzezicki           | 1er tour (1/64) | Simone Bolelli   | 1er tour (1/64) | Igor Kunitsyn    |
| 2008  | 3e tour (1/16)   | J.-W. Tsonga        | 2e tour (1/32)           | D. Toursounov            | 3e tour (1/16)  | Rainer Schüttler | 2e tour (1/32)  | Andreas Seppi    |
| 2009  | 2e tour (1/32)   | Marat Safin         | 1er tour (1/64)          | Andreas Seppi            | 2e tour (1/32)  | Roger Federer    | 2e tour (1/32)  | Tommy Robredo    |
| 2010  | 1er tour (1/64)  | S. Wawrinka         | 2e tour (1/32)           | Thiemo de Bakker         | 1er tour (1/64) | Tobias Kamke     | 2e tour (1/32)  | Nicolás Almagro  |
| 2011  | 3e tour (1/16)   | Andy Murray         | 3e tour (1/16)           | Fabio Fognini            | 2e tour (1/32)  | Karol Beck       | 2e tour (1/32)  | Gilles Simon     |
| 2012  | 1er tour (1/64)  | M. Kukushkin        | 1er tour (1/64)          | Michaël Llodra           | 2e tour (1/32)  | J.-W. Tsonga     | 2e tour (1/32)  | Fabio Fognini    |
| 2013  | 1er tour (1/64)  | Rajeev Ram          | 1er tour (1/64)          | Jack Sock                | 1er tour (1/64) | Dustin Brown     | 1er tour (1/64) | J. M. del Potro  |
| 2014  | 2e tour (1/32)   | É. Roger-Vasselin   | 1/8 de finale            | Gaël Monfils             | 1er tour (1/64) | Dušan Lajović    | 2e tour (1/32)  | Sam Querrey      |
| 2015  | 1/8 de finale    | S. Wawrinka         | 1er tour (1/64)          | Steve Johnson            | 1er tour (1/64) | Pablo Andújar    | 3e tour (1/16)  | Tomáš Berdych    |
| 2016  | 3e tour (1/16)   | Kei Nishikori       | 2e tour (1/32)           | Dominic Thiem            | 1er tour (1/64) | Andreas Seppi    | 1er tour (1/64) | R. Bautista-Agut |
| 2017  | 1er tour (1/64)  | Mischa Zverev       | 3e tour (1/16)           | Milos Raonic             | —               | —                | —               | —                |
| 2018  | 2e tour (1/32)   | Tomáš Berdych       | 2e tour (1/32)           | Karen Khachanov          | 2e tour (1/32)  | Daniil Medvedev  | —               | —                |
| 2019  | 1er tour (1/64)  | Robin Haase         | 1er tour (1/64)          | Federico Delbonis        | Q2              | Lukáš Rosol      | 1er tour (1/64) | John Isner       |
| 2020  | Q1               | Tallon Griekspoor   | Q1                       | Kimmer Coppejans         | Annulé          | Annulé           | —               | —                |
| 2021  | Q1               | Francisco Cerundolo | —                        | —                        | —               | —                | —               | —                |

N.B. : à droite du résultat se trouve le nom de l'ultime adversaire.

### En double
| Année | Open d'Australie                | Open d'Australie             | Internationaux de France         | Internationaux de France     | Wimbledon                        | Wimbledon                | US Open                          | US Open                     |
| ----- | ------------------------------- | ---------------------------- | -------------------------------- | ---------------------------- | -------------------------------- | ------------------------ | -------------------------------- | --------------------------- |
| 2004  | 1er tour (1/32) J. C. Ferrero   | J. Erlich Andy Ram           | —                                | —                            | —                                | —                        | —                                | —                           |
| 2005  | —                               | —                            | —                                | —                            | —                                | —                        | —                                | —                           |
| 2006  | —                               | —                            | —                                | —                            | —                                | —                        | 1er tour (1/32) J. C. Ferrero    | M. Kohlmann A. Waske        |
| 2007  | 1er tour (1/32) T. Behrend      | J. Björkman Max Mirnyi       | 2e tour (1/16) F. Volandri       | M. Bhupathi R. Štěpánek      | 1er tour (1/32) F. Verdasco      | Bob Bryan Mike Bryan     | —                                | —                           |
| 2008  | 1er tour (1/32) F. Verdasco     | M. Fyrstenberg M. Matkowski  | —                                | —                            | —                                | —                        | 1er tour (1/32) Iván Navarro     | J. Björkman K. Ullyett      |
| 2009  | 1er tour (1/32) V. Hănescu      | A. Coelho J. Sirianni        | 2e tour (1/16) S. Roitman        | José Acasuso F. González     | 1er tour (1/32) Iván Navarro     | R. Junaid P. Marx        | 1/8 de finale O. Rochus          | Bob Bryan Mike Bryan        |
| 2010  | —                               | —                            | 1er tour (1/32) A. Montañés      | W. Moodie Dick Norman        | 1er tour (1/32) A. Montañés      | S. Aspelin Paul Hanley   | 1er tour (1/32) A. Montañés      | M. Fyrstenberg M. Matkowski |
| 2011  | 1er tour (1/32) A. Montañés     | M. Fyrstenberg M. Matkowski  | 1er tour (1/32) A. Montañés      | D. Brown M. Kohlmann         | 1er tour (1/32) A. Montañés      | M. Melo Bruno Soares     | 1er tour (1/32) A. Montañés      | M. Granollers Marc López    |
| 2012  | 2e tour (1/16) P. Andújar       | M. Fyrstenberg M. Matkowski  | 1er tour (1/32) P. Andújar       | M. Fyrstenberg M. Matkowski  | 1er tour (1/32) P. Andújar       | M. Elgin D. Istomin      | 2e tour (1/16) P. Andújar        | S. González Scott Lipsky    |
| 2013  | 1er tour (1/32) P. Andújar      | M. Bhupathi D. Nestor        | 1er tour (1/32) A. Ramos         | A. Begemann M. Emmrich       | 1er tour (1/32) P. Andújar       | F. Čermák M. Mertiňák    | 1er tour (1/32) P. Andújar       | C. Kas O. Marach            |
| 2014  | 1/8 de finale P. Carreño Busta  | Alex Bolt A. Whittington     | 2e tour (1/16) P. Oswald         | M. Granollers Marc López     | 1er tour (1/32) P. Oswald        | A. Begemann Lukáš Rosol  | 1/8 de finale P. Oswald          | Eric Butorac Raven Klaasen  |
| 2015  | 2e tour (1/16) P. Carreño Busta | A.-U.-H. Qureshi N. Zimonjić | 1/8 de finale É. Roger-Vasselin  | Ivan Dodig M. Melo           | 2e tour (1/16) M. Jaziri         | M. Daniell M. Demoliner  | 1er tour (1/32) P. Carreño Busta | M. Matkowski N. Zimonjić    |
| 2016  | 1er tour (1/32) D. Marrero      | Łukasz Kubot M. Matkowski    | 1er tour (1/32) N. Almagro       | H. Kontinen John Peers       | 1er tour (1/32) P. Carreño Busta | T. C. Huey Max Mirnyi    | Finale P. Carreño Busta          | Jamie Murray Bruno Soares   |
| 2017  | 1/2 finale P. Carreño Busta     | Bob Bryan Mike Bryan         | 1er tour (1/32) P. Carreño Busta | R. Dutra Silva Paolo Lorenzi | —                                | —                        | —                                | —                           |
| 2018  | 1/8 de finale P. Carreño Busta  | B. McLachlan J.-L. Struff    | 2e tour (1/16) R. Carballés      | Łukasz Kubot Marcelo Melo    | 1er tour (1/32) P. Carreño Busta | J. S. Cabal Robert Farah | —                                | —                           |
| 2019  | 1/8 de finale P. Carreño Busta  | Bob Bryan Mike Bryan         | —                                | —                            | —                                | —                        | —                                | —                           |

N.B. : le nom du partenaire se trouve sous le résultat ; le nom des ultimes adversaires se trouve à droite.

## Parcours dans lesMasters 1000
| Année | Indian Wells              | Miami                | Monte-Carlo                 | Rome                      | Hambourg puis Madrid      | Canada                 | Cincinnati                 | Madrid puis Shanghai      | Paris                |
| ----- | ------------------------- | -------------------- | --------------------------- | ------------------------- | ------------------------- | ---------------------- | -------------------------- | ------------------------- | -------------------- |
| 2005  | —                         | —                    | 1er tour R. Gasquet         | —                         | —                         | —                      | —                          | —                         | —                    |
| 2006  | —                         | —                    | —                           | —                         | 2e tour Mario Ančić       | —                      | —                          | —                         | —                    |
| 2007  | 3e tour M. Russell        | 2e tour O. Rochus    | 1/8 de finale Kohlschreiber | —                         | 1er tour J. Acasuso       | —                      | —                          | —                         | —                    |
| 2008  | 2e tour R. Federer        | 1er tour N. Kiefer   | —                           | —                         | —                         | —                      | —                          | —                         | —                    |
| 2009  | 1er tour M. Russell       | 1er tour A. Seppi    | —                           | —                         | 1er tour T. Berdych       | 1er tour P.-H. Mathieu | 1/8 de finale J. Benneteau | 1er tour F. López         | —                    |
| 2010  | 1/8 de finale Juan Mónaco | 2e tour J.-W. Tsonga | 1er tour P. Petzschner      | 1/8 de finale F. Verdasco | 1/8 de finale G. Monfils  | —                      | —                          | 1/4 de finale N. Djokovic | —                    |
| 2011  | 2e tour R. Harrison       | 2e tour K. Anderson  | 2e tour R. Gasquet          | 1er tour X. Malisse       | 1/8 de finale N. Djokovic | —                      | 1er tour J. Benneteau      | 2e tour R. Nadal          | 2e tour J.-W. Tsonga |
| 2012  | 3e tour R. Harrison       | 2e tour V. Troicki   | —                           | 2e tour G. Simon          | 2e tour G. Simon          | —                      | —                          | —                         | 1er tour J. Chardy   |
| 2013  | —                         | —                    | —                           | —                         | 1er tour John Isner       | —                      | —                          | —                         | —                    |
| 2014  | —                         | 3e tour M. Raonic    | 1/4 de finale N. Djokovic   | —                         | 2e tour K. Nishikori      | 1er tour M. Jaziri     | 1er tour James Ward        | 1er tour G. Simon         | 1er tour J. Melzer   |
| 2015  | 2e tour T. Kokkinakis     | 3e tour Juan Mónaco  | —                           | 1/8 de finale D. Ferrer   | 1er tour F. Verdasco      | —                      | —                          | 1er tour R. Bautista      | 1er tour Lukáš Rosol |
| 2016  | 2e tour F. López          | 2e tour L. Pouille   | 2e tour R. Federer          | 2e tour D. Ferrer         | 1er tour D. Ferrer        | —                      | —                          | 1er tour P. Lorenzi       | —                    |
| 2017  | 1er tour Guido Pella      | —                    | 1er tour A. Mannarino       | —                         | 1er tour M. Copil         | —                      | —                          | —                         | —                    |
| 2018  | —                         | 2e tour F. Verdasco  | 2e tour A. Seppi            | —                         | 1er tour R. Harrison      | —                      | 2e tour M. Fucsovics       | —                         | —                    |

N.B. : sous le résultat se trouve le nom de l’ultime adversaire.

## Victoires sur le top 10
Toutes ses victoires sur des joueurs classés dans le top 10 de l'ATP lors de la rencontre.
| Légende         |
| Grand Chelem    |
| Masters         |
| Jeux olympiques |
| Masters 1000    |
| 500 Series      |
| 250 Series      |
| Coupe Davis     |

| #  | G.G-L. | Tournoi          | Année | Surface      | Adversaire          | Rang  | Tour | Score              |
| -- | ------ | ---------------- | ----- | ------------ | ------------------- | ----- | ---- | ------------------ |
| 1  | no 106 | Open d'Australie | 2005  | Dur          | Carlos Moyà         | no 5  | 1/64 | 7-5, 6-3, 3-6, 6-3 |
| 2  | no 112 | Delray Beach     | 2006  | Dur          | Andre Agassi        | no 9  | 1/4  | 6-4, 6-2           |
| 3  | no 53  | Cincinnati       | 2009  | Dur          | Fernando Verdasco   | no 10 | 1/32 | 7-64, 7-64         |
| 4  | no 49  | Indian Wells     | 2010  | Dur          | Marin Čilić         | no 9  | 1/32 | 7-61, 6-0          |
| 5  | no 39  | Madrid           | 2010  | Terre battue | Jo-Wilfried Tsonga  | no 10 | 1/16 | 6-2, ab.           |
| 6  | no 53  | Bangkok          | 2010  | Dur (int.)   | Rafael Nadal        | no 1  | 1/2  | 2-6, 7-63, 6-3     |
| 7  | no 35  | Shanghai         | 2010  | Dur          | Tomáš Berdych       | no 7  | 1/8  | 7-64, 6-3          |
| 8  | no 92  | Indian Wells     | 2012  | Dur          | Andy Murray         | no 4  | 1/32 | 6-4, 6-2           |
| 9  | no 87  | Bucarest         | 2013  | Terre battue | Janko Tipsarević    | no 10 | 1/4  | 6-3, 3-6, 6-4      |
| 10 | no 38  | Monte-Carlo      | 2014  | Terre battue | Tomáš Berdych       | no 5  | 1/8  | 4-6, 6-3, 6-1      |
| 11 | no 41  | Roland-Garros    | 2014  | Terre battue | Stanislas Wawrinka  | no 3  | 1/64 | 6-4, 5-7, 6-2, 6-0 |
| 12 | no 28  | Rome             | 2015  | Terre battue | Marin Čilić         | no 10 | 1/32 | 6-4, 6-3           |
| 13 | no 69  | Buenos Aires     | 2018  | Terre battue | Pablo Carreño Busta | no 10 | 1/8  | 7-65, 1-6, 7-66    |

## Classements ATP en fin de saison
| Année          | 2001 | 2002 | 2003 | 2004 | 2005 | 2006 | 2007 | 2008 | 2009 | 2010 | 2011 | 2012 | 2013 | 2014 | 2015 | 2016 | 2017 | 2018 |
| Rang en simple | 878  | 360  | 239  | 128  | 91   | 69   | 90   | 62   | 41   | 33   | 65   | 77   | 63   | 36   | 27   | 70   | 70   | 106  |
| Rang en double | 1537 | 668  | 478  | 336  | 672  | 143  | 195  | 277  | 135  | 164  | 184  | 184  | 331  | 49   | 87   | 46   | 84   | 133  |

Source : (en) Classements de Guillermo García-López sur le site officiel de la Fédération internationale de tennis